# إندي كار سيريز (لعبة فيديو)
إندي كار سيريز (بالإنجليزية: IndyCar Series) هي لعبة محاكاة سباقات تم تطويرها بواسطة كودماسترز. صدرت اللعبة في 2003 لنظام مايكروسوفت ويندوز وبلاي ستيشن 2 واكس بوكس. اللعبة مبنية لتحاكي دوري إندي ريسنج 2002 للسيارات. تكملة للعبة التي حملت اسم IndyCar Series 2005 صدرت في 2004 لـكل من بلاي ستيشن 2 واكس بوكس وويندوز الجزء الجديد كما في الجزء الأول حاكى دوري إندي ريسنج 2003 . بالنسبة لأجهزة البي سي، فإن انطمة الويندوز الموصى بها هي ويندوز 98 وويندوز ميلينيوم وويندوز 2000 وويندوز اكس بي، ولكن اللعبة تعمل أيضًا مع ويندوز فيستا وويندوز 7 .

## السائقون
تضم اللعبة 26 سائقًا من دوري إندي ريسنج 2002. تتضمن قائمة السائقين 24 فريقا وسائق إلى جانب فريقين من سباق اندي 500 وهما فريقا تارغت جيب جنسي ريسنغ وتيم غرين.

## النقد
تلقت اللعبة تقييم «متوسط» على جميع المنصات وفقًا لموقع المراجعات ميتاكريتيك. قال رومان جينينغز من موقع يورو غيمز مقيما إصدار بلاي ستيشن 2 من اللعبة، «إذا كان علينا ان نوصي شخصًا ما بلعبة سباق سيارات فلن تكون هذه اللعبة وانما ستكون لعبة فورمولا ون 2003 .وإذا كان علينا أن نوصي بلعبة سباقات أركيد لشخص ما، فلن تكون هذه اللعبة. وانما ستكون لعبة بورن اوت 2 . ومع ذلك، إذا كان علينا أن نوصي بلعبة سباق مصنوعة جيدا فإن سلسلة IndyCar ستذكر .»